# Civil Rights Act (1866)
Il Civil Rights Act del 1866 è una legge federale degli Stati Uniti d'America che dichiara che chiunque nato negli Stati Uniti e non soggetto ad alcuna nazione straniera è un cittadino statunitense senza riguardo alla sua razza, colore, precedente condizione di schiavitù o servitù involontaria. È la legge con la quale, dopo la guerra di secessione, fu abolita la schiavitù negli stati confederati e quindi in tutto il territorio degli Stati Uniti. Il Civil Right Act del 1866 fu votato sotto la presidenza di Andrew Johnson e passò nonostante il suo veto. Non si applica agli stranieri, ai diplomatici e ai Nativi americani confinati nelle riserve.

## Conseguenze
Come conseguenza, dal 1866 negli Stati Uniti non è legale discriminare su basi razziali quando si offre lavoro o si deve vendere o affittare una proprietà. Non essendo però state previste sanzioni è lasciato al singolo il diritto di rivalersi qualora discriminato. Ciò accade solo in parte perché le minoranze discriminate sono spesso quelle che non possono permettersi l'aiuto di un legale. Di conseguenza nonostante parte del Civil Rights Act del 1866 sia tutt'oggi in vigore molte vittime di discriminazione razziale non se ne possono giovare.

## Controversie
Alcuni membri del congresso fecero inserire una clausola nel XIV emendamento per eliminare i dubbi riguardo alla costituzionalità dei Civil Rights Act del 1866. Conseguentemente essi sono stati riemanati nel 1870, come "Sezione 18" dell'Enforcement Act del 1870.